# Герман фон Шталек
Герман фон Шталек (Hermann von Stahleck) (ум. 2 октября 1156) — пфальцграф Рейнский с 1142/1143 по 1155 г.
Родился не раньше 1104 года (вероятно - около 1108/1110). Единственный сын графа Госвина фон Шталек и Луитгарды фон Хенгебах, вдовы Генриха I фон Катцеленбоген.
Унаследовал от отца (не позднее 1138 года) земли в диоцезах Майнца и Вюрцбурга: графство Бильдхаузен в Восточной Франконии, сеньорию Шталек на Рейне, графство Хохштадт. Путём обмена, продаж и покупок старался расширить и консолидировать свои разрозненные владения.
Приблизительно в 1127 г. женился на Гертруде, дочери швабского герцога Фридриха I. Её брат король Конрад III в 1142/1143 г. пожаловал Герману пфальцграфство Рейнское — бывшее владение Генриха II Язомирготта, ставшего маркграфом Австрии.
На пфальцграфство были другие претенденты, в их числе бывший пфальцграф Оттон фон Зальм-Райнек. Он в 1148 году восстал против короля, но потерпел поражение. Его сын Оттон II попал в плен к Герману фон Шталеку и был убит (1149).
В 1147—1147 годах Герман принимал участие в крестовом походе против вендов. Он постоянно враждовал с архиепископами Майнца (на территории диоцеза которых находились многие его владения) и дважды отлучался от церкви. Но покровительство дяди, императора Фридриха Барбароссы, всегда позволяло Герману избежать серьёзного наказания.
Основал монастырь Бильдхаузен (1156), в котором и был похоронен.
Герман фон Шталек умер 2 октября 1156 года. Приблизительно за год до смерти он отказался от пфальцграфства Рейнского, и Фридрих Барбаросса отдал его своему брату (по отцу) — Конраду Штауфену.
У Германа были сыновья, но они умерли ещё при жизни отца. В некоторых источниках его второй женой называется Гертруда, дочь Конрада I, графа фон Веттин.